# Cavalleria leggera

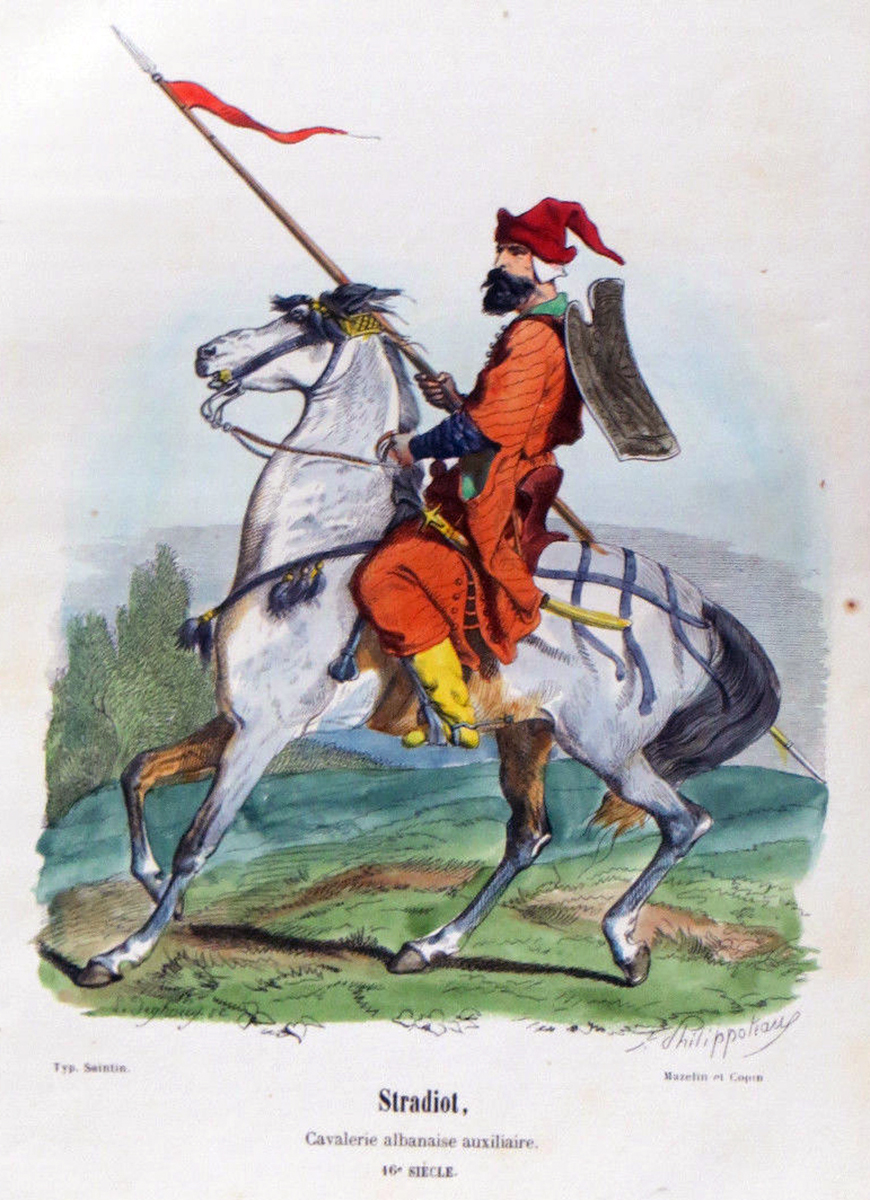
Una stampa del XIX secolo raffigurante uno stradioto albanese, un tipico esempio di cavalleria leggera

La cavalleria leggera è un tipo particolare di cavalleria, dotata di equipaggiamenti più leggeri rispetto alla sua controparte, la cavalleria pesante. Tipicamente, la cavalleria leggera rinuncia alla protezione data da corazze e bardature (tanto per il cavaliere quanto per il cavallo) allo scopo di favorire l'agilità e la rapidità dei movimenti; la cavalleria leggera veniva poi equipaggiata, in aggiunta alle armi tradizionali della cavalleria (la lancia e la spada), anche di armi da lancio come giavellotti e archi, sostituite poi nel corso del tempo dalle armi da fuoco.
A differenza della cavalleria pesante, il cui ruolo tattico primario è rappresentato dalle azioni d'urto frontali, la cavalleria leggera ricopre una vasta gamma di compiti anche non strettamente legati al combattimento vero e proprio: la ricognizione e la raccolta di informazioni, la creazione di uno schermo di copertura intorno alla propria armata in marcia, la protezione dei convogli di rifornimento, le incursioni contro le linee di comunicazione e le retrovie del nemico. Sul campo di battaglia, la cavalleria leggera sfrutta la sua rapidità nei movimenti per compiere azioni "a sciame" o "mordi e fuggi" contro lo schieramento nemico, venendo tipicamente impiegata in massa solo nelle fasi finali di uno scontro, quando è chiamata a inseguire il nemico sconfitto o, all'opposto, a coprire la ritirata del proprio esercito.
La distinzione tra cavalleria leggera e pesante fu in vigore almeno fino all'inizio del XX secolo, per quanto con il passare del tempo essa rimase legata più che altro a questioni nominalistiche e di tradizione piuttosto che a un reale ruolo tattico: con la sempre maggiore diffusione delle armi da fuoco (tanto nei reparti di cavalleria quanto di fanteria) e il conseguente venir meno dell'efficacia delle corazze, la cavalleria pesante finì con l'abbandonare le azioni d'urto per essere impiegata alla stessa maniera della cavalleria leggera, eliminando la distinzione funzionale tra le due tipologie di unità.

## Storia

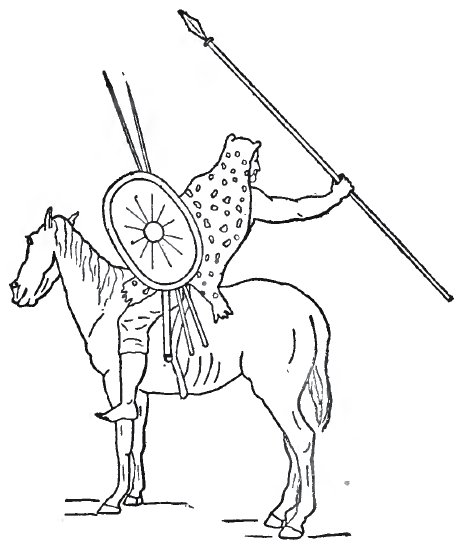
Rappresentazione grafica di un cavaliere numida dell'epoca romana

Fin dai tempi antichi, la cavalleria leggera rappresentò uno dei primi esempi di impiego bellico dei cavalli, preceduto solo da quello dei carri da guerra. I popoli nomadi delle steppe dell'Asia, dell'Anatolia e della Persia si muovevano e, conseguentemente, combattevano stando a dorso di cavallo: questi popoli erano privi delle risorse e delle conoscenze metallurgiche tipiche delle popolazioni stanziali e i loro guerrieri a cavallo vestivano quindi armature molto leggere, rendendoli inadatti a combattimenti frontali o ad azioni difensive volte al possesso del terreno. In compenso, i guerrieri nomadi usavano estesamente armi da tiro come archi e frecce, e i loro reparti di cavalleria erano quindi propensi a dare battaglia a distanza, oppure circondando e attaccando il nemico da più direzioni o provocandolo a inseguirli per poi attirarlo in trappole e imboscate; i cavalieri agivano sovente in formazioni aperte e "a sciame", e si radunavano in masse compatte solo verso la fine della battaglia, quando si dava il "colpo di grazia" a un nemico già frammentato e disorganizzato.
La differenziazione tra una cavalleria leggera, adatta agli attacchi rapidi e a distanza, e una cavalleria pesante, destinata alle cariche frontali, prese a svilupparsi poco dopo il 1000 a.C., quando rilievi di epoca assira mostrano i primi guerrieri a cavallo dotati di corazza pesante; la tipologia della cavalleria pesante da urto si consolidò poi più avanti nel corso dei secoli, passando dagli Eteri dell'epoca ellenistica ai catafratti sasanidi e tardo-romani, fino ai cavalieri dell'epoca medievale. Anche dopo l'affermarsi dei cavalieri corazzati, gli eserciti antichi continuarono a fare affidamento su gruppi di uomini a cavallo equipaggiati più alla leggera, incaricati di compiti peculiari, per i quali la rapidità dei movimenti contava più della massa d'urto: ad esempio, la copertura dei fianchi delle formazioni di fanteria oppure l'esplorazione del terreno davanti all'esercito in marcia. I Cartaginesi fecero sovente affidamento sulla cavalleria leggera reclutata in Numidia: cavallerizzi nati, i Numidi non portavano armatura ed erano armati prevalentemente di giavellotti; di conseguenza non si lasciavano mai attirare in combattimenti ravvicinati e preferivano tormentare il nemico con attacchi "mordi e fuggi" sferrati a distanza; il loro scopo era spesso quello di provocare il nemico e spingerlo ad attaccare in maniera disorganizzata. Il valore della cavalleria leggera numida fu riconosciuto anche dagli avversari romani, che si affrettarono ben presto a reclutarla al loro servizio.

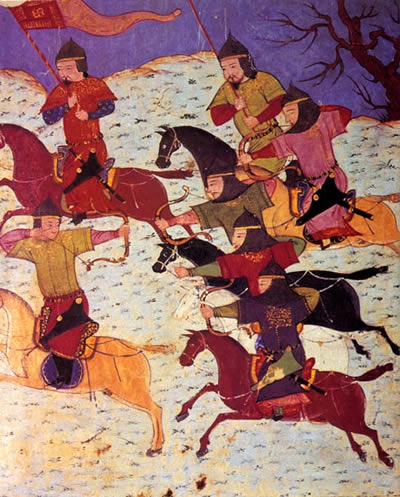
Arcieri a cavallo mongoli in un'illustrazione del XIV secolo

Per quanto le guerre del Medioevo fossero dominate dalla figura del cavaliere pesante, corazzato di tutto punto e impegnato in cariche frontali a lancia in resta, gli eserciti dell'epoca non rinunciarono all'impiego di unità di cavalleria leggera, dagli Hobelar delle isole britanniche ai Jinete spagnoli, dai Turcopoli degli Stati crociati agli Stradioti dell'area balcanica. La cavalleria leggera rivestiva un ruolo centrale nell'organizzazione degli eserciti dell'Impero mongolo di Gengis Khan e dei suoi successori: fino al 60% dell'esercito mongolo era composto da cavalleria leggera (armata di spada, archi e giavellotti, ma senza corazza), mentre il restante 40% era composto da cavalleria pesante (dotata di corazza e armata con lancia, spada e mazza). In battaglia, ogniqualvolta era possibile, la tattica usata era la tulughma ("manovra tipica"): i guerrieri si schieravano in cinque file divisi in squadroni di 100 uomini ciascuno, disposti a scacchiera e ognuno separato da ampi intervalli, con la cavalleria pesante a formare le prime due file e la cavalleria leggera le restanti tre. Quando la battaglia aveva inizio, la cavalleria leggera passava negli intervalli delle unità di cavalleria pesante e attaccava il nemico con un tiro continuo di frecce e giavellotti; se attaccata, la cavalleria si ritirava lentamente verso la protezione fornita dai guerrieri pesanti, continuando a bersagliare di frecce il nemico. Una volta che la formazione avversaria era stata disorganizzata, la cavalleria pesante veniva lanciata alla carica, mentre la cavalleria leggera manovrava sui fianchi del nemico per poi procedere a inseguire i fuggitivi scampati alla battaglia.
L'avvento nell'età rinascimentale e nella prima età moderna delle dense formazioni di picchieri, ma soprattutto l'adozione di armi da fuoco sempre più moderne, segnarono la progressiva perdita di importanza della cavalleria pesante: le corazze, che non offrivano più un'adeguata protezione, presero a ridursi progressivamente, e la lancia fu abbandonata come arma primaria. La cavalleria leggera fu rapida nell'adattarsi alle nuove tecnologie, sostituendo archi e giavellotti con pistole e archibugi (come nel caso dei Raitri tedeschi o degli Hakkapeliitta svedesi), ma anche i cavalieri pesanti iniziarono a essere equipaggiati di armi da tiro come i cavalieri leggeri e a venire impiegati in attacchi "mordi e fuggi" dalla distanza (la tattica del "caracollo"); cionondimeno, i cavalieri pesanti venivano ancora chiamati a condurre cariche frontali una volta che le formazioni di fanteria nemica fossero state scompaginate dal fuoco di archibugi e cannoni, il che manteneva un elemento di differenziazione con la cavalleria leggera.

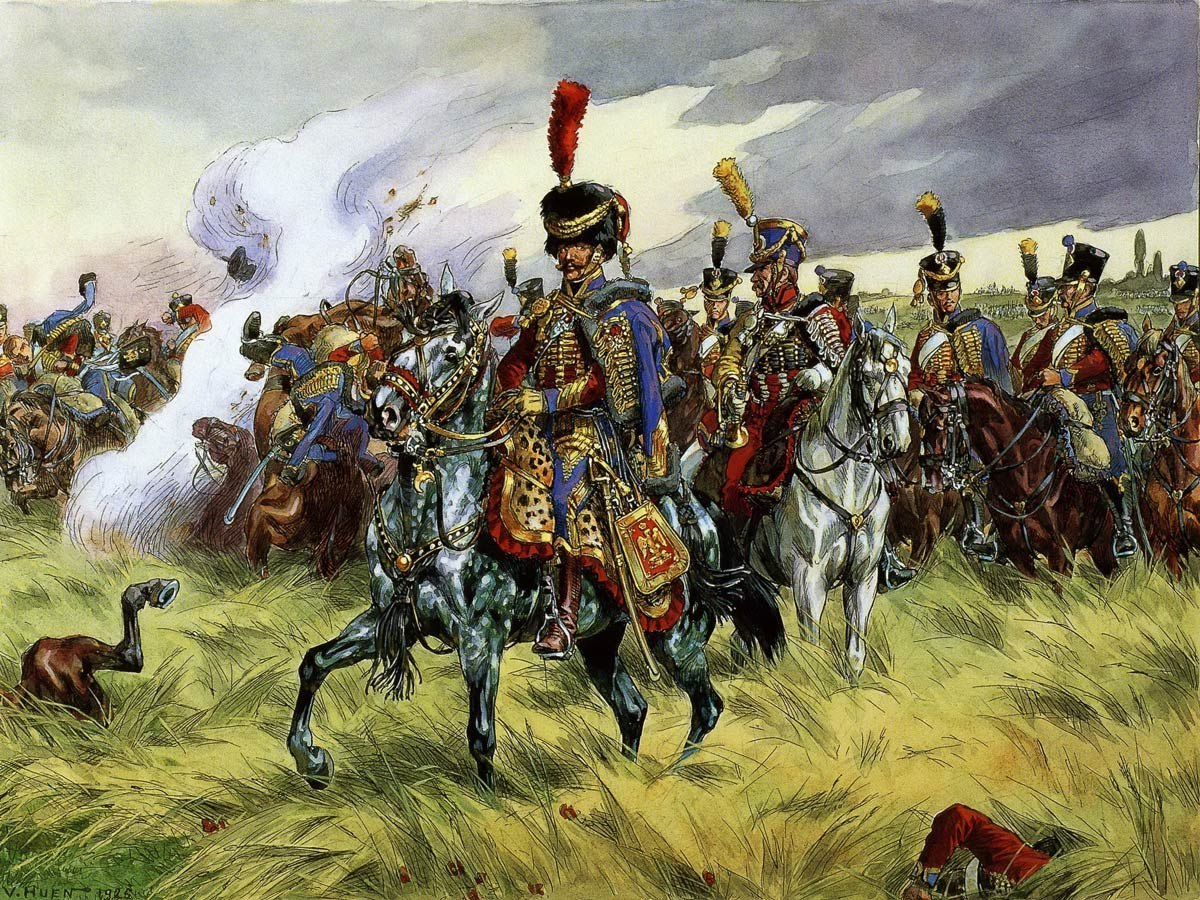
Ussari francesi dell'epoca delle guerre napoleoniche in un'illustrazione moderna

Ai compiti tradizionali di esplorazione, protezione dei fianchi dell'armata e inseguimento del nemico, la cavalleria leggera si vide aggiungere anche quello di compiere azioni di disturbo e incursioni nelle retrovie del nemico, razziando le campagne per raccogliere vettovaglie e attaccando i convogli che rifornivano le armate avversarie. Non era infrequente, negli eserciti europei, che simili compiti venissero affidati a formazioni composte da membri reclutati presso gruppi etnici particolari: celebri furono i casi dei reparti di cosacchi arruolati nelle armate dell'Impero russo, e degli ussari reclutati dal Regno d'Ungheria e dalla Monarchia asburgica; questi ultimi, caratterizzati dalle uniformi sgargianti e peculiari, dalla versatilità di impiego sul campo e dalla fama di corpo di coraggiosi insofferenti alla rigida disciplina, catturarono rapidamente l'immaginario degli osservatori al punto che la maggior parte degli eserciti d'Europa iniziò a schierare nelle proprie armate reggimenti di ussari, assunti al ruolo di cavalleria leggera per antonomasia.
Gli eserciti europei del XVIII e XIX secolo schieravano vasti contingenti di cavalleria leggera, dotati delle designazioni più varie: "ussari", "cavalleggeri", "guide", "dragoni leggeri" e "cacciatori a cavallo", mentre negli eserciti coloniali si potevano avere reparti di "spahis", "savari" e "sowar"; a dispetto di queste designazioni, i ruoli tattici dei vari corpi rimanevano fondamentalmente gli stessi. Si distinguevano parzialmente i lancieri (e gli analoghi ulani da cui traevano origine): pur classificati come cavalleria leggera, essi erano impiegati principalmente in azioni d'urto frontali come la cavalleria pesante. Per questa epoca, comunque, i confini stessi tra "cavalleria pesante" e "cavalleria leggera" erano alquanto sfumati: così, se l'Esercito prussiano di Federico il Grande distingueva la sua cavalleria in corazzieri (cavalleria pesante), dragoni (cavalleria "media") e ussari (cavalleria leggera), tutti questi corpi erano addestrati fondamentalmente alla stessa maniera e potevano essere impiegati (pur con qualche differente grado di specializzazione) indifferentemente tanto nella ricognizione e nella schermaglia con le armi da fuoco quanto nella carica frontale all'arma bianca. L'aumento della potenza e della rapidità di tiro delle armi da fuoco alla fine del XIX secolo segnarono la sostanziale fine delle cariche di cavalleria e quindi della distinzione funzionale tra cavalleria pesante e leggera, in pratica scomparsa se non nelle designazioni tradizionali dei reggimenti.